# Filo elicoidale
Il filo elicoidale è un cavo chiuso ad anello di circa 5 millimetri di diametro ottenuto grazie all'intreccio di tre fili di acciaio avvolti ad elica in un unico verso o in entrambi i versi alternando la rotazione ogni 25-40 metri, che viene utilizzato per il taglio del marmo.
Il concetto di base del taglio tramite filo elicoidale è che un materiale duro incide un materiale meno duro e l'insieme di incisioni determina un taglio. La macchina che lo conduce è costituita da un motore, da un dispositivo meccanico che mantiene il filo in tensione e da un sistema che rilascia una sostanza abrasiva, tipicamente costituita da acqua e sabbia silicea. Il filo viene fatto scorrere sulla roccia da tagliare ad una velocità di qualche metro al secondo. Lo strofinamento, unito all'azione della sostanza abrasiva determina un forte riscaldamento del filo; per consentirne il raffreddamento la sua lunghezza varia da 1000 a 2000 metri. Il filo è soggetto a degrado, il suo consumo  varia da 10 a 30 metri di filo ogni metro quadrato di superficie tagliata, dipendendo inoltre dal tipo di roccia su cui si lavora e dall'abrasivo utilizzato.